# Alison Brown

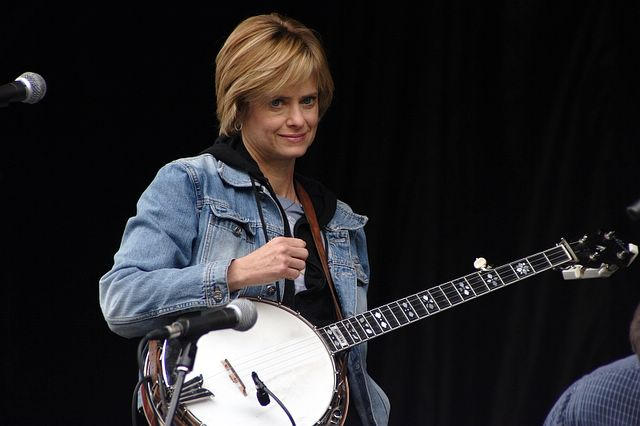
Alison Brown

Alison Brown (* 7. August 1962 in Hartford, Connecticut) ist eine amerikanische Banjospielerin und Gitarristin. Sie ist Trägerin mehrerer Grammys und wurde für weitere nominiert. Wegen ihrer virtuosen Spielweise wird sie gelegentlich mit Béla Fleck, einem anderen Wunderkind des Banjos, verglichen. Ihre Musik ist eine Mischung aus Jazz und Bluegrass mit Einflüssen anderer Genres.

## Jugend
Brown erlernte mit acht Jahren das Gitarrenspiel, mit zehn kam das Banjo hinzu. Im Alter von zwölf Jahren traf sie den Fiddle-Spieler Stuart Duncan. Im Sommer 1978 reiste sie mit Duncan und dessen Vater durch das Land und spielte auf Festivals und Wettbewerben. Sie gewann den ersten Preis bei der Canadian National Banjo Championship, wodurch sie einen Abend bei der Grand Ole Opry auftreten konnte.

## Harvard-Universität, Northern Lights
1980 ging Brown zur Harvard University und studierte Geschichte und Literatur.  Nach dem Abschluss in Harvard erlangte sie den Grad eines Master of Business Administration an der University of California, Los Angeles.
Während ihres Studiums in Harward half Brown 1982, die amerikanische Bluegrassband Northern Lights fünf Jahre nach deren Spaltung wiederzuvereinigen, deren Vollmitglied sie 1984 wurde. Dann ging sie zurück nach Kalifornien und arbeitete zwei Jahre bei der Bank Smith Barney in San Francisco, pausierte dann aber, um ihre musikalischen Interessen weiterzuverfolgen.

## Union Station und andere Projekte
Im Jahr 1987 bat die erst sechzehn Jahre alte Alison Krauss sie, in die Band Union Station einzutreten; Brown spielte insgesamt drei Jahre  mit Krauss. 1990 zog sie nach Tennessee und wurde von der International Bluegrass Music Association mit dem Titel Banjospielerin des Jahres 1991 ausgezeichnet. Das Alison-Krauss-Album I've Got That Old Feeling von 1990, auf dem sie Banjo spielte, gewann einen Grammy.
1992 wurde Brown Leader der Band der Folksängerin Michelle Shocked. Diese Erfahrung brachte Brown dazu, den Bluegrass mit Jazz und Folk zu mischen, ähnlich Béla Fleck und David Grisman.

## Compass Records
In den frühen 1990er Jahren gründeten Brown und ihr Ehemann, der Bassist Garry West ihr eigenes Label, Small World Music, aus dem 1995 das international bekannte Label Compass Records entstand mit Künstlern wie Victor Wooten, Colin Hay, Catie Curtis, Lúnasa, Martin Hayes, Jeff Coffin, Russ Barenberg, Darol Anger und anderen.

## Grammys
Zusammen mit Béla Fleck gewann sie bei den Grammy Awards 2001 für die Beste Darbietung eines Countryinstrumentals, ein Duett aus ihrem Album Fair Weather.
Sie hatte 1990 auf Alison Krauss’ Grammy-Album I’ve Got That Old Feeling mitgewirkt, und für ihr eigenes Album Simple Pleasures eine Grammy-Nominierung erhalten.

## Gegenwart: das Alison Brown Quartet
Stolen Moments von 2005 ist nach Browns eigener Einschätzung ihr musikalisch bisher erfolgreichstes Album. „Zum ersten Mal empfinde ich, dass ich einen wirklich hybriden Sound geschaffen habe, der seine Einflüsse erkennen lässt – Bluegrass, Jazz, keltische Musik, aber als Ganzes keines dieser Dinge ist.“ Ihre musikalischen Vorbilder sieht sie bei Earl Scruggs, Joe Pass, Wes Montgomery, aber auch Cannonball Adderley.
Alison spielt mit ihrem Quartet auf internationalen Tourneen. Als berühmte Alumna der Harvard-Universität spielte sie bei der Inauguration der neuen Universitätspräsidentin Drew Faust.

## Diskographie

### Vanguard Records
- Simple Pleasures (1990)
- Twilight Motel (1992)
- Look Left (1994)
- Quartet (1996)
- Best of the Vanguard Years (2002)
- Vanguard Visionaries (2007)

### Compass Records
- Out of the Blue (1998)
- Fair Weather (2000)
- Replay (2002)
- Stolen Moments (2005)
- Evergreen (2008)
- The Company You Keep (2008)
- The Song of the Banjo (2015)
- On Banjo (2023)